# Гавело
Гавѐло (на италиански: Gavello; на венециански: Gavèlo, Гавело) е село и община в Северна Италия, провинция Ровиго, регион Венето. Разположено е на 4 m надморска височина. Населението на общината е 1667 души (към 2011 г.).